# Aeropuerto Internacional de Hilo
El Aeropuerto Internacional de Hilo (del inglés: Hilo International Airport) (IATA: ITO, OACI: PHTO), anteriormente conocido como General Lyman Field, es un aeropuerto público del estado de Hawái en la ciudad de Hilo, Condado de Hawái. La mayoría de vuelos hacia el Aeropuerto Internacional de Hilo son del Aeropuerto Internacional de Honolulu, y operados por las dos aerolíneas más grandes con base en Hawái: Hawaiian Airlines y Mokulele Airlines. Continental Airlines opera vuelos directos desde California. Entre el 28 de abril de 2006 y el 2 de abril de 2008, ATA Airlines proveyó servicio diario sin escalas desde Oakland, California, hacia Hilo en Boeing 737-800, en la cual empezó a operar a Hilo por primera vez desde 1986. 

## Aerolíneas y destinos

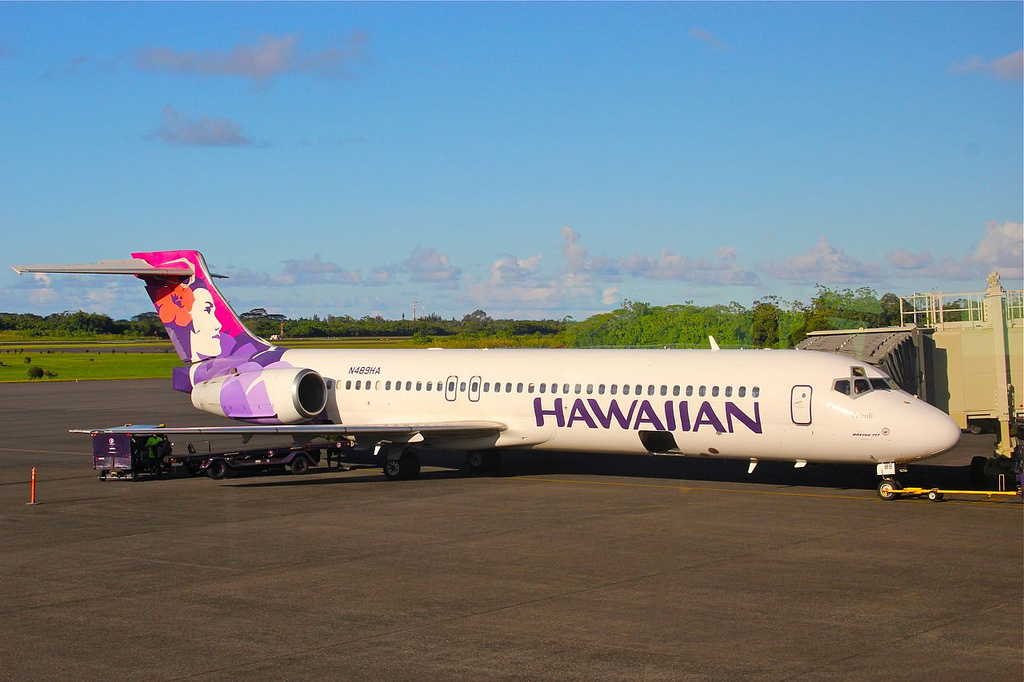
Un avión Boeing 717 de Hawaiian Airlines en la puerta

### Pasajeros
| Aerolíneas         | Destinos          |
| ------------------ | ----------------- |
| Hawaiian Airlines  | Honolulu, Kahului |
| Southwest Airlines | Honolulu          |

### Carga
| Aerolíneas      | Destinos                       |
| --------------- | ------------------------------ |
| Aloha Air Cargo | Honolulu, Kahului, Kailua–Kona |
| Transair        | Honolulu, Kahului              |

## Estadísticas

### Tráfico Anual
Ver fuente y consulta Wikidata.

## Incidentes y Accidentes
El Aeropuerto Internacional de Hilo estuvo envuelto en un incidente aéreo en la que puso en alerta a todas las autoridades aeroportuarias. 
El 28 de abril de 1988, un Boeing 737 de Aloha Airlines operando el vuelo Vuelo 243 de General Lyman Field (conocido actualmente como el Aeropuerto Internacional de Hilo) hacia el Aeropuerto Internacional de Honolulu con 90 pasajeros a bordo y 5 tripulantes sufrió una descompresión explosiva cuando una sección de 18 pies (5,5 m) del techo del fuselaje y lados, salieron despedidos por el aire. Una azafata fue succionada y murió. Varios pasajeros fueron gravemente heridos, especialmente en sus cabezas. El avión se declaró en emergencia y aterrizó en el Aeropuerto de Kahului en Maui con pequeñas dificultades.
El accidente provocó que se retiraran todos los aviones antiguos de todas las aerolíneas.